# Panemunė
Panemunė (deutsch: Übermemel) ist die kleinste Stadt in Litauen. Die Einwohnerzahl wird für 2013 mit 265 angegeben. Sie liegt in der Gemeinde Pagėgiai im Amtsbezirk Pagėgiai im Bezirk Tauragė, Litauen, gegenüber der Stadt Sowetsk (bis 1946: Tilsit) am rechten Ufer des Flusses Memel.

## Geschichte

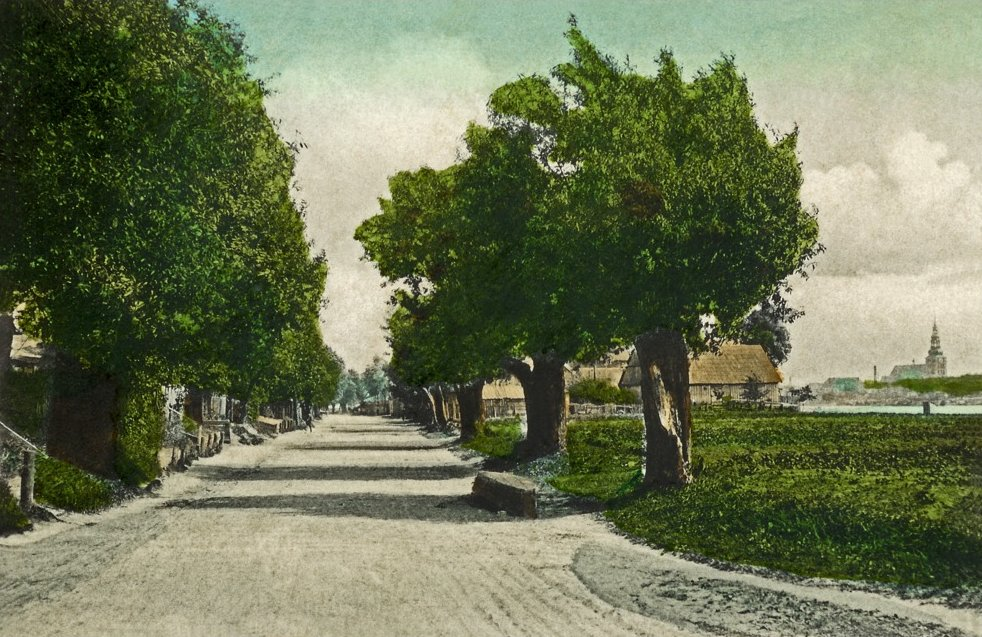
Ansicht um 1900, im Hintergrund Tilsit

Im 19. Jahrhundert stand am rechten Ufer der Memel der Übermemelsche Krug. Panemunė (Übermemel) wurde nach dem Inkrafttreten des Versailler Vertrags im Jahr 1920 aus dem jenseits der Memel im Völkerbundsmandatsgebiet Memelland gelegenen Teil der damaligen Stadt Tilsit gebildet und 1923/1924 von Litauen annektiert. Zum Amtsbezirk gehörten auch Groß Plauschwarren und die Gutsbezirke Adlig Groß Plauschwarren, Adlig Klein Plauschwarren und Milchbude. Nachdem das Memelland auf Grund eines Ultimatums im Jahr 1939 an das Deutsche Reich zurückgegeben worden war, wurde Übermemel wieder in die Stadt Tilsit eingegliedert. Nach dem Ende des Zweiten Weltkriegs kam Tilsit an die Sowjetunion, wobei die Memel die Grenze zwischen der Exklave Kaliningrad der Russischen Sozialistischen Föderativen Sowjetrepublik und der Litauischen Sozialistischen Sowjetrepublik bildete. Damit wurden das nunmehr in Sowetsk umbenannte Tilsit und Übermemel wieder getrennt. Die Unabhängigkeit Litauens und der Zerfall der Sowjetunion haben aus der Republikgrenze innerhalb der Sowjetunion eine Staatsgrenze und eine EU-Außengrenze werden lassen.

## Verkehr

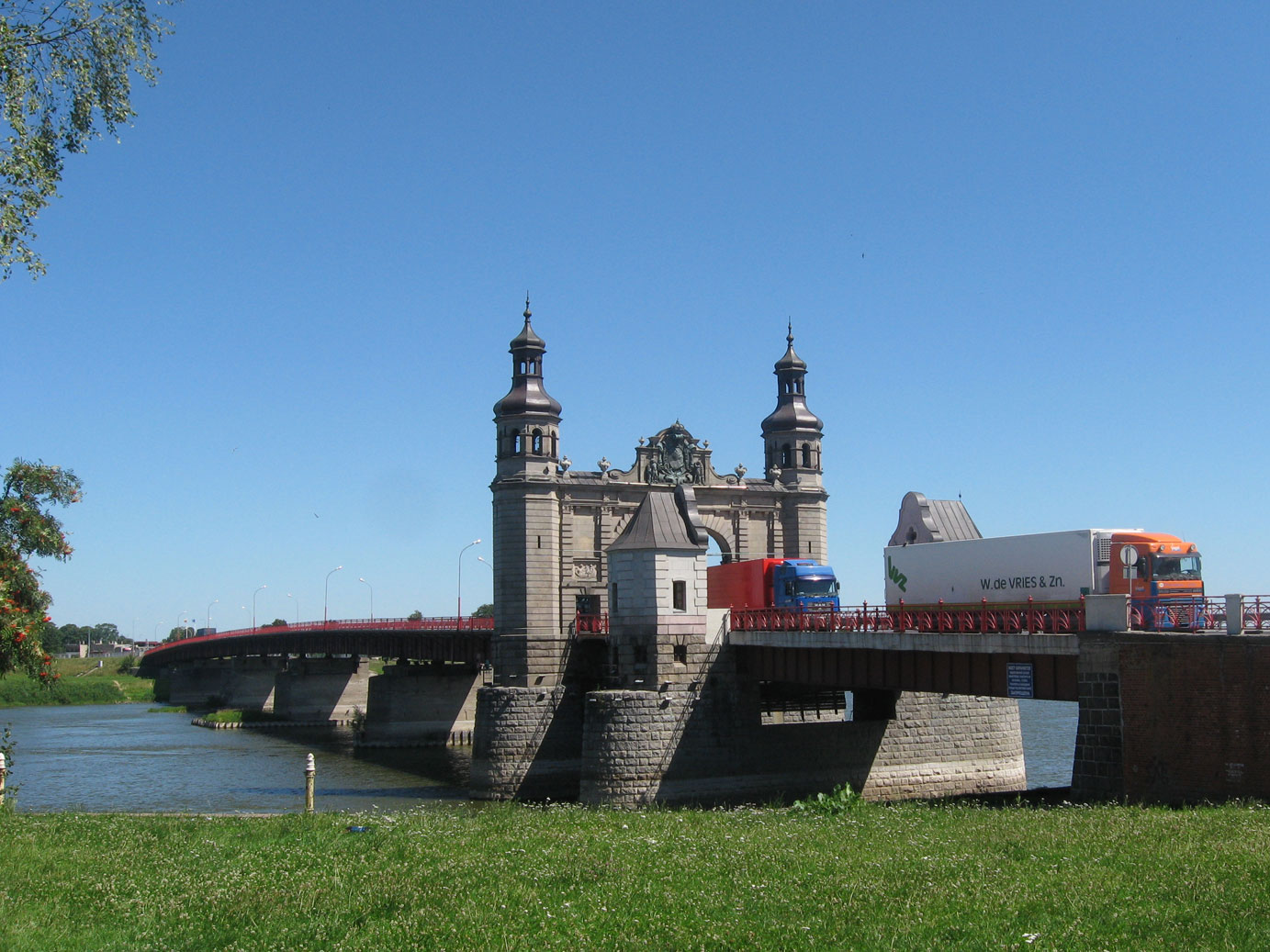
Die Königin-Luise-Brücke von Sowetsk aus (2008)

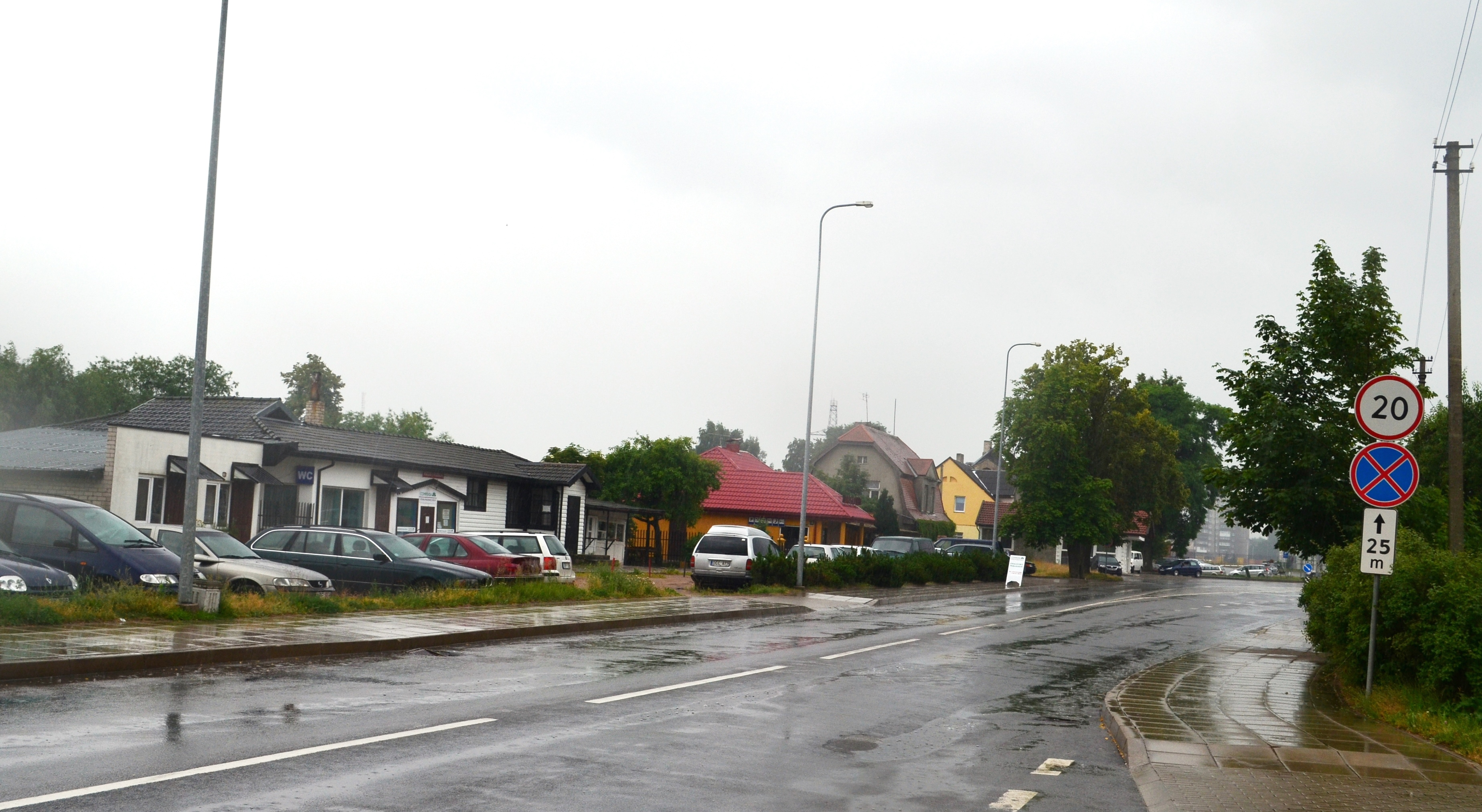
Panemunė

Durch Panemunė verläuft die litauische Fernstraße Magistralinis kelias A12 (Europastraße 77), die auf der Königin-Luise-Brücke die Memel überquerte, über die von 1914 bis Oktober 1944 auch eine elektrisch betriebene Kleinbahn verkehrte. Die Brücke ist für Fahrzeuge und Fußgänger (nach einer zwischenzeitlichen reparaturbedingten Vollsperrung bis Juli 2022) geöffnet, der Hauptverkehr wird allerdings seit 2017 über die Umgehung Sowetsk (auf litauischer Seite Magistralinis kelias A21) östlich an Panemunė vorbeigeleitet (Stand der Information: September 2022). 